# Hyposada hydrocampata
Hyposada hydrocampata is een vlinder uit de familie spinneruilen (Erebidae). De wetenschappelijke naam is voor het eerst geldig gepubliceerd in 1858 door Guenée.
De soort komt voor in tropisch Afrika.